# Islandia en los Juegos Olímpicos de Sochi 2014
Islandia estuvo representada en los Juegos Olímpicos de Sochi 2014 por un total de 5 deportistas que compitieron en 2 deportes. Responsable del equipo olímpico fue la Asociación Deportiva y Olímpica de Islandia, así como las federaciones deportivas nacionales de cada deporte con participación.
El portador de la bandera en la ceremonia de apertura fue el esquiador de fondo Sævar Birgisson. El equipo olímpico islandés no obtuvo ninguna medalla en estos Juegos.